# Przytul mnie mocno (singel Mietka Szcześniaka)
Przytul mnie mocno – singel polskiego wokalisty Mietka Szcześniaka, napisany przez Seweryna Krajewskiego i Wojciecha Ziembickiego, wydany w 1999 roku i umieszczony na albumie kompilacyjnym Kiedyś z 2002 roku.
W 1999 roku utwór reprezentował Polskę podczas 44. Konkursu Piosenki Eurowizji. W finale imprezy, który odbył się 29 maja w Jerozolimie, singiel zdobył łącznie 17 punktów, zajmując tym samym 18. miejsce w końcowej klasyfikacji.

## Notowania na listach przebojów
| Kraj   | Lista (1999)                       | Najwyższe miejsce |
| ------ | ---------------------------------- | ----------------- |
| Polska | Lista przebojów Programu Trzeciego | 29                |